# Palmovka (usedlost v Libni)
Usedlost Palmovka v Libni v Praze 8 stála na východní straně křižovatky ulic Sokolovská a Zenklova. Podle této usedlosti jsou pojmenovány křižovatka Palmovka, divadlo a stanice metra.

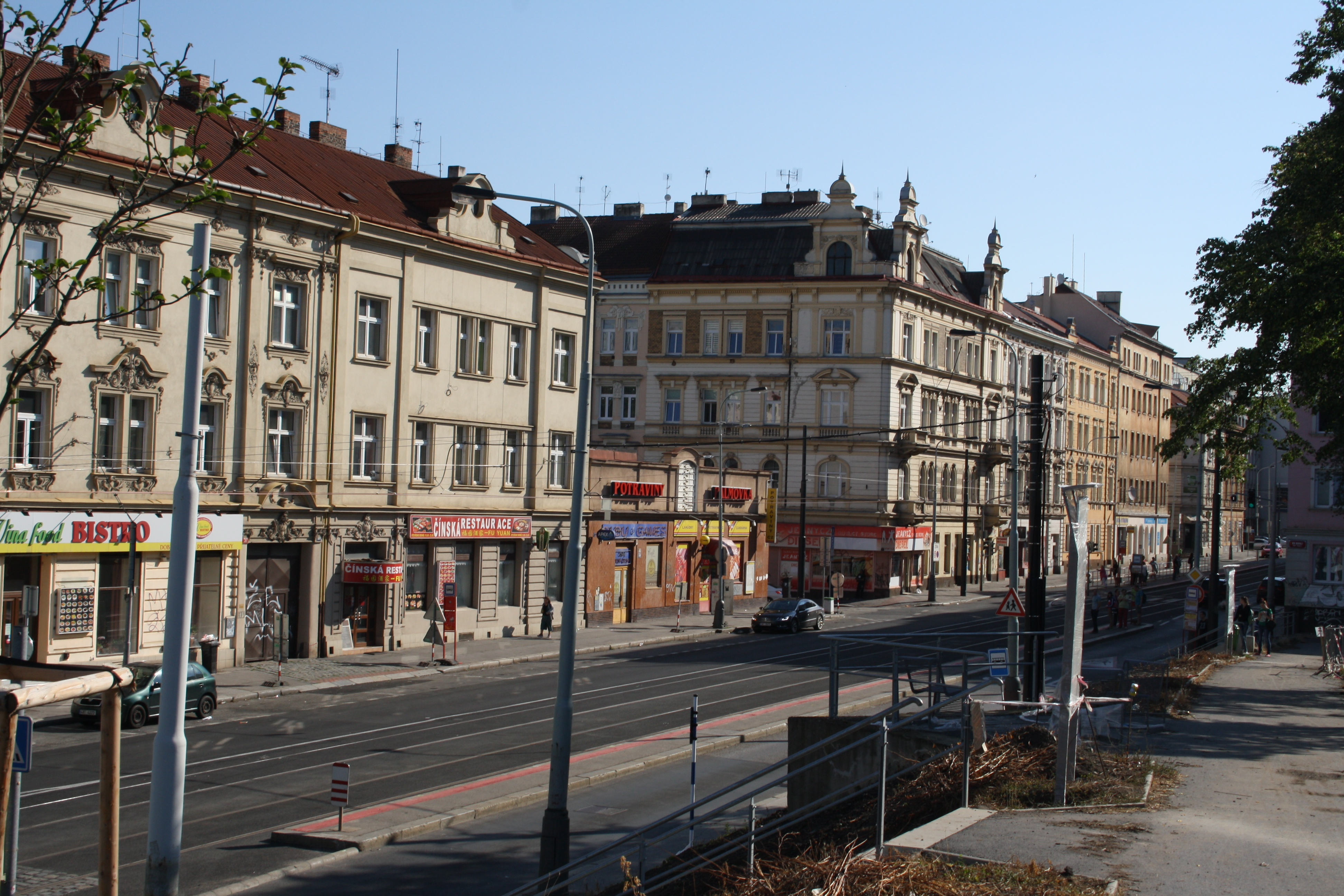
Pohled na část Sokolovské ulice v sousedství křižovatky Palmovka, pravděpodobné místo, kde stála usedlost

## Historie
Hospodářská stavení se zahradou a polnostmi zde existovala již na počátku 19. století.
Roku 1889 koupil usedlost a její polnosti podnikatel Vojtěch Švarc. Parcelací polí získal síť stavebních pozemků od křižovatky až k železničnímu náspu severní dráhy. Pozemky rozprodal a místo bylo brzy zastavěno novou libeňskou čtvrtí s obytnými domy a dvěma továrnami (parní pila a klouboučnický závod). Grunt Palmovky získal směnou se Švarcem libeňský stavitel Alfonz Wertmüller, který z tohoto daroval obci prostorný pozemek na školu.